# Gare de Loyat
La gare de Loyat est une ancienne gare ferroviaire française de la ligne de Ploërmel à La Brohinière, située sur le territoire de la commune de Loyat, dans le département du Morbihan en région Bretagne.
Mise en service en 1884 par la Compagnie des chemins de fer de l'Ouest, elle est fermée au service des voyageurs en 1972 et déclassée (comme cette section de ligne) en 1994. Son ancien bâtiment voyageurs est devenu une propriété privée.

## Situation ferroviaire
Établie à 39 mètres d'altitude, la gare de Loyat est située au point kilométrique (PK) 39,858 de la ligne de Ploërmel à La Brohinière (section déclassée), entre les anciennes gares de Ploërmel et de Néant - Bois-de-la-Roche.
Le tronçon de voie qui passe par la gare fait partie de la section de Ploërmel à Mauron qui est déclassée, déposée et réaffectée en voie verte.

## Histoire
La station de Loyat est mise en service le 6 avril 1884 par la Compagnie des chemins de fer de l'Ouest, lorsqu'elle ouvre à l'exploitation sa ligne de Ploërmel à La Brohinière (à voie unique).
Elle est fermée au service des voyageurs le 6 mars 1972.

## Patrimoine ferroviaire
Le bâtiment voyageurs d'origine est devenu un domicile privé.